# ザ・サリヴァンズ (駆逐艦)
ザ・サリヴァンズ（USS The Sullivans, DD-537) は、アメリカ海軍の駆逐艦。フレッチャー級。艦名は1942年11月の第三次ソロモン海戦における軽巡洋艦「ジュノー」の沈没により五人兄弟全員が戦死した悲劇で知られるサリヴァン兄弟に因む。サリヴァン兄弟に因む最初の艦であるとともに、アメリカ海軍艦艇で複数人の名前に由来する最初の艦でもあった。
「ザ・サリヴァンズ」はニューヨーク州バッファローのバッファロー・エリー郡海事軍事公園で博物館船として保存されており、アメリカ合衆国国定歴史建造物とアメリカ合衆国国家歴史登録財に指定されている。

## 艦歴

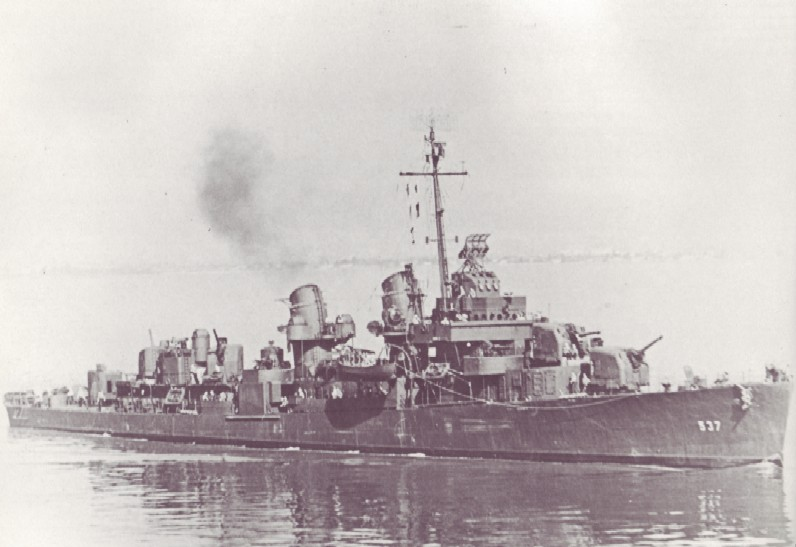
サンフランシスコ湾を航行する「ザ・サリヴァンズ」。1943年10月12日。

「ザ･サリヴァンズ」は1942年10月10日に「パトナム (Putnam, DD-537) 」としてカルフォルニア州サンフランシスコのベスレヘム造船で起工後、建造中の1943年2月6日にサリヴァン兄弟に因み「ザ・サリヴァンズ」へ改名された。1943年4月4日にサリヴァン兄弟の母であるトーマス・F・サリヴァン夫人の手により進水し、1943年9月30日にケネス・M・ジェントリー中佐の指揮の下で就役した。
公試完了後の1943年12月23日、「ザ・サリヴァンズ」は駆逐艦「ドーチ(USS Dortch, DD-670)」「ガトリング(USS Gatling, DD-671) 」とともに真珠湾へ向かい5日後に到着した。ハワイ近海での訓練中だった1944年1月16日に「ザ・サリヴァンズ」は第52駆逐戦隊（Destroyer Squadron 52, DesRon 52）に配属され、第58.2任務集団（Task Group 58.2, TG 58.2）とともに真珠湾を出発し、クェゼリンの戦いに参加するためマーシャル諸島へ向かった。

### クェゼリンの戦い
1944年1月24日から任務集団はクェゼリン環礁のルオット島空襲を開始し、以降2日間「ザ・サリヴァンズ」は空襲を継続する空母「エセックス (USS Essex, CV-9)」「イントレピッド (USS Intrepid, CV-11)」「カボット (USS Cabot, CV-28) 」を護衛した。その後も2月2日に任務集団がメジュロへ補給に戻るまでの間、クェゼリン環礁周辺での任務を継続した。

### トラック島空襲
1944年2月12日に「ザ・サリヴァンズ」は、今度は日本海軍の重要な泊地であるトラック島を空襲する第58.2任務集団を護衛する任務に就く。2月16日に所定の海域に到着後、3隻の空母は艦載機を発進させてトラック島に激しい空襲を加えた（トラック島空襲）。日本海軍艦艇に多大な損害を与えたものの、2月17日に敵機の反撃により「イントレピッド」に魚雷が命中、速力が20ノットまで低下し操舵の自由を失った。「ザ・サリヴァンズ」は駆逐艦「オーウェン(USS Owen, DD-536)」「ステンベル(USS Stembel, DD-644) 」とともに損傷した「イントレピッド」をメジュロまで護衛した。2月21日のメジュロ到着後、「ザ・サリヴァンズ」はすぐにハワイへ向かい3月4日に真珠湾に到着、入渠修理を行った。
3月22日、「ザ・サリヴァンズ」はパラオ、ヤップ島、ウォレアイ環礁の空襲に向かう複数の任務集団の護衛に就き、29日の海域到着以降は空母の護衛と度々襲撃してくる日本軍機に対する対空戦闘を行った。
補給のためメジュロに戻った後、「ザ・サリヴァンズ」はホーランジア、タナメラ、ワクデ島への空襲とアイタペへの上陸支援を行う第58.2任務集団を護衛した。続いて4月下旬にトラック島への再度の空襲に参加する。4月29日に「ザ・サリヴァンズ」らは、低空飛行で接近してきた日本軍機に襲撃された。アメリカ側のレーダーは16マイル先で敵機を発見し、射程内に入ったところで「ザ・サリヴァンズ」は5インチ主砲と40ミリ連装機銃で射撃を開始した。2機は対空砲火で撃墜され、1機は炎上しながら「ザ・サリヴァンズ」の前方を横切り左舷側の海面に墜落した。
5月1日に「ザ・サリヴァンズ」はポナペ島北西近海に到着、島を砲撃する戦艦「アイオワ (USS Iowa, BB-61) 」らの護衛を担当した。また「ザ・サリヴァンズ」はトゥム岬へ最大射程から18発の砲弾を発射し、それから日本側の大発動艇3隻が着岸しているのを発見して目標を変更した。しかしながら、間もなく射撃停止の命令を受け取った。
空母「ヨークタウン (USS Yorktown, CV-10) 」から給油を受けながら「ザ・サリヴァンズ」は5月4日にメジュロに到着した。10日後、「ザ・サリヴァンズ」を含む第58.2任務集団は南鳥島とウェーク島への空襲に出撃し、日本側の反撃なしに5月19日から3日間空襲を行った。帰路、「ザ・サリヴァンズ」と姉妹艦らは対潜哨戒を行ったが戦果はなかった。

### マリアナ諸島の戦い
1944年6月6日、「ザ・サリヴァンズ」はサイパン島、テニアン島、グアム島へ空襲を行う空母を護衛するため出発した。6月12日の午後に「ザ・サリヴァンズ」のレーダーが敵機を捉え、第58.2任務集団は対空戦闘で1機の撃墜を記録した。
サイパンの戦いでアメリカ軍の上陸準備砲撃が始まった6月13日、「ザ・サリヴァンズ」は第58.2任務集団と第58.1任務集団が望める位置に留まり、両部隊間の通信拠点として機能した。また、沖合で撃沈された日本の商船の乗員31名を救助して旗艦「インディアナポリス (USS Indianapolis, CA-35) 」へ移送した。
日本軍機の空襲を受けた6月19日、「ザ・サリヴァンズ」は対空戦闘で彗星1機を撃墜した。一連の攻撃の仕上げとしてパガン島を抵抗なく空襲した後、整備のために第58.2任務集団とともにエニウェトク環礁へ後退した。

### 硫黄島砲撃
1944年6月30日に「ザ・サリヴァンズ」は再度サイパン島とテニアン島を空襲する空母の護衛に就いた後、今度は硫黄島に向かうことになった。またこの期間中に、第58.2.4任務隊（Task Unit 58.2.4, TU 58.2.4）の戦闘機管制艦として従事している。
7月4日、「ザ・サリヴァンズ」を含む第58.2.4任務隊からなる第1砲撃部隊（Bombardment Unit One）は硫黄島西岸の目標を艦砲射撃した。15時から「ザ・サリヴァンズ」を含む砲撃部隊は射撃を開始したが、間もなく煙や粉塵により観測困難となった。「ザ・サリヴァンズ」は15時48分から飛行場に3斉射を加え、飛行場の掩体壕に駐機されていた一式陸上攻撃機に命中するのが見えた。この射撃によって航空機5機を破壊し、8機に不確実な損傷を与えたと判断された。それから数分後、1隻の二等輸送艦を砲撃し船尾に火災を生じさせた。この輸送艦は駆逐艦「ミラー(USS Miller, DD-535) 」の砲撃で完全に破壊された。
その後も第58.2任務集団に復帰した「ザ・サリヴァンズ」は、7月をグアム島やロタ島などマリアナ諸島での空襲の護衛で過ごした。9月、フィリピンの日本軍飛行場を空襲する第38.2任務集団（Task Group 38.2, TG 38.2）のレーダーピケット任務を行った。
サイパン島に後退した9月28日の夜明け頃、戦艦「マサチューセッツ (USS Massachusetts, BB-59) 」に接舷して補給・点検を行おうとしていた「ザ・サリヴァンズ」は、「マサチューセッツ」の舷側に激しく衝突してしまい舷側と上部構造物に損傷を負った。短期間の対潜哨戒の後、「ザ・サリヴァンズ」は10月1日にウルシー環礁へ向かった。
駆逐艦母艦「ディキシー (USS Dixie, AD-14) 」に接舷して修理中だった「ザ・サリヴァンズ」は泊地を襲った大嵐によって他の駆逐艦共々「ディキシー」から押し流されてしまった。「ザ・サリヴァンズ」は風下へと流されながらも何とかボイラーの蒸気圧を上げて移動しようとしたが、そのまま駆逐艦「ウールマン(USS Uhlmann, DD-687)」と衝突してしまった。多くの小艦艇が波に翻弄され、そのうち「ザ・サリヴァンズ」は駆逐艦「ストックハム(USS Stockham, DD-683) 」の艦載艇が波にのまれる前に4名の乗員を救助している。「ザ・サリヴァンズ」は嵐が弱まった10月4日にウルシーへ戻り、再び「ディキシー」の傍らでオーバーホールを受けた。

### 台湾沖航空戦
「ザ・サリヴァンズ」は1944年10月6日以降、台湾と沖縄を空襲する空母の護衛を行う。10月12日に多数の日本軍機がレーダーに捉えられ、台湾沖航空戦の火ぶたが切られた。続く6時間、約50 – 60機の日本軍機が空襲を行った。日没から45分あまり経った後、右舷から低空で接近してきた一式陸上攻撃機を発見し、射撃により炎上させた。続く15分間、「ザ・サリヴァンズ」を含む部隊は3機を撃墜した。18時56分から19時54分にかけて「ザ・サリヴァンズ」は5機の撃破を報じている。敵機の攻撃に対して18ノットから29ノットに加減速を繰り返しながら8度の緊急回避を行いつつ対空射撃を続けた。
空襲の第2波は10月12日21時5分から始まり、翌13日2時35分まで続いた。日本軍機は照明弾を投下して目標であるアメリカ艦隊を照らす間、レーダーを攪乱するために欺瞞紙（チャフ）を多用するようになった。「ザ・サリヴァンズ」らは照明弾の明かりから艦隊を隠すために煙幕の展開を行ったため、一帯に靄と明かりが不気味な光景を作りだしていた。「ザ・サリヴァンズ」と僚艦は22ノットから25ノットで合計38回の一斉回頭を行いながら、敵機を迎撃できるように砲を臨戦態勢に置き続けた。
10月13日、空母から発進した艦載機は台湾空襲に成功したものの、重巡洋艦「キャンベラ (USS Canberra, CA-70) 」が一式陸攻の雷撃で損傷したため、「ザ・サリヴァンズ」は「キャンベラ」の援護を行った。翌日、今度は軽巡洋艦「ヒューストン (USS Houston, CL-81) 」が雷撃されて損傷、「ザ・サリヴァンズ」はすぐに「ヒューストン」の護衛に加わり、「キャンベラ」と「ヒューストン」を守りながらウルシーへ後退した。後退中の10月16日にも激しい空襲を受け、「ヒューストン」は艦尾部に2度目の雷撃を受ける。「ザ・サリヴァンズ」は発砲を開始し、銀河1機を撃墜した。さらに「ザ・サリヴァンズ」と駆逐艦「ステフェン・ポッター (USS Stephen Potter, DD-538)」は別の銀河を射撃して炎上させ、燃える銀河はそのまま軽巡洋艦「サンタフェ (USS Santa Fe, CL-60)」の艦首近くの海面に突っ込んだ。「ザ・サリヴァンズ」は「ヒューストン」から118名を救助し、18日に重巡「ボストン (USS Boston, CA-69)」へ移乗させた。「ザ・サリヴァンズ」は損傷した「ヒューストン」に応急修理用の機材を運搬し、負傷者への援助を行った。この一連の救援活動の功績により、ラルフ・J・バウム中佐は彼にとって初となる銀星章を受章した。

### レイテ沖海戦
1944年10月20日、「ザ・サリヴァンズ」は第38.2任務集団（Task Group 38.2, TG 38.2）に加わり、レイテ沖海戦に参加することになった。24日の夜明け、偵察機がミンドロ島南方で日本艦隊を発見し、任務集団の空母は攻撃のため艦載機を発進させた。同日朝に日本側の空襲を受け、「ザ・サリヴァンズ」は一式戦闘機1機撃墜を記録した。
10月25日に北方から日本艦隊が南下しているのが発見されたため、「ザ・サリヴァンズ」を含む第34任務部隊（Task Force 34, TF 34）が編成され、空母機動部隊第38任務部隊（Task Force 38, TF 38）に従って北を目指した。25日の早朝に日本艦隊から約60マイルの地点から艦載機を発進させ、11時に第34任務部隊は反転した。戦艦「アイオワ」と「ニュージャージー (USS New Jersey, BB-62)」、3隻の軽巡洋艦、そして給油を受けた「ザ・サリヴァンズ」を含む駆逐艦8隻は高速攻撃集団第34.5任務集団（Task Group 34.5, TG 34.5）を編成し、3時間にわたって日本艦隊の追撃を行ったが取り逃がした。第34.5任務集団は「愛宕型重巡洋艦」1隻撃沈を主張したが、これは駆逐艦「野分」の誤認であった。

### フィリピンの戦い

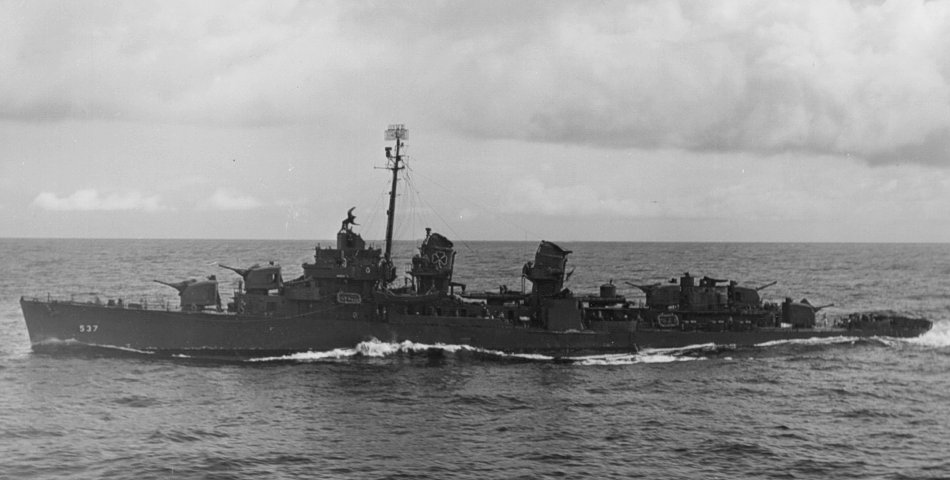
ポナペ島沖を航行する「ザ・サリヴァンズ」。煙突のクローバーの絵に注意（1944年5月2日）。

「ザ・サリヴァンズ」らは第38.2任務集団に復帰し、1944年11月中旬を通じて空母の護衛とプレーンガード任務を行った。日本側による数多くの空襲の一つと戦っていた11月19日の夕暮れ時、対空戦闘によって1機の一式陸攻を撃破した。その一式陸攻は煙を吐いてはいたが、しっかり飛びながら水平線の向こうへと消えていった。6日後、日本軍機1機を射撃し、こちらは炎上しながら海面に突っ込んだ。その2日後に任務集団はウルシーに戻った。
第38.2任務集団に復帰した「ザ・サリヴァンズ」は12月8日から11日にかけて演習を行った後、マニラやルソン島南部への空襲を行う空母を護衛した。しかし、任務後に給油を受けていたときにコブラ台風に遭遇した。12月18日に風速115ノットにも達した激しい暴風に襲われた艦隊は駆逐艦3隻が沈没し数隻が損傷したが、煙突に「幸運のクローバー」を描いていた「ザ・サリヴァンズ」は被害を受けなかった。そして12月20日から他の艦から海に投げ出された乗員の捜索活動を始めた。悪天候はなかなか収まらなかったため、空襲は中止となり「ザ・サリヴァンズ」はクリスマス・イヴにウルシーへ帰投した。
12月30日、「ザ・サリヴァンズ」は「アイオワ」を護衛してウルシーを出撃、ルソン島の戦いを支援するために台湾を空襲する第38.2任務集団の護衛艦として活動した。年が明けた1945年1月9日、悪天候のため3日遅れで艦隊はバシー海峡を抜けて南シナ海に入った。3日後、艦載機はサイゴンとカムラン湾を空襲した。空襲後すぐに「ザ・サリヴァンズ」は戦艦2隻、重巡洋艦2隻、軽巡洋艦3隻、駆逐艦14隻とともに第34.5任務集団を構成し、カムラン湾で日本の残存船舶を掃討するために向かったが、狙いに反して船舶の姿は全くなかった。対照的に、空母艦載機は海南島、香港そして台湾を空襲した。「ザ・サリヴァンズ」は任務集団から10マイル前方に進出してレーダーピケット任務に従事した。

### 硫黄島の戦い
1945年1月下旬にウルシーで短期間のメンテナンスを行った後、「ザ・サリヴァンズ」を含む第58.2任務集団は日本本土への空襲を行う。2月16日から17日にかけて本州の東京やその周辺の目標を空襲し、さらに1月18日から21日まで硫黄島の戦いを支援するため硫黄島の地上目標に激しい攻撃を加えた。さらなる東京への4日間の空襲は悪天候により断念された。海域を離れた任務集団は、2月28日午後に沖縄沖で給油を受けた。同日、「ザ・サリヴァンズ」は浮遊する機雷1個を発見し破壊した。3月1日の夜明けに艦載機を発進させ、沖縄の日本側拠点へ空襲を行う。任務集団は日本側の反撃を受けることなく速やかにウルシーへ後退した。
「ザ・サリヴァンズ」は12日後、九州と本州南部を空襲する第58.2任務部隊を護衛するために出撃した。3月20日、空母「エンタープライズ (USS Enterprise, CV-6)」と並走しながら洋上給油を受けていたが、給油を終えて5分後の11時52分に神風特別攻撃隊による空襲の警報があり乗員達を慌てさせた。14時39分、再び「エンタープライズ」と並走中に警報が鳴った。今度は「ザ・サリヴァンズ」のFDレーダーにはっきりと捉えられた。ところが、直後に別の敵編隊による空襲が艦隊を揺るがした。「ザ・サリヴァンズ」は増速して他の艦艇から距離を置くと、僚艦とともに対空砲火を始めた。一機の特攻機が弾幕を突破し、空母「ハンコック (USS Hancock, CV-19)」から給油中だった駆逐艦「ハルゼー・パウエル (USS Halsey Powell, DD-686)」の艦尾に突入した。損傷した「ハルゼー・パウエル」は操舵不能となり、向きを変えると「ハンコック」の艦首に接近していったが、「ハンコック」は急転舵で回避に成功した。
「ザ・サリヴァンズ」はすぐに「ハルゼー・パウエル」へ援助のために接近する。減速し11分後に完全に停止した「ザ・サリヴァンズ」は内火艇に軍医と薬剤師補を乗せて送り出したが、16時10分に零式艦上戦闘機が接近しつつあるのをレーダーで発見し、内火艇を速やかに揚収すると、直ちに増速して面舵をとると接近する零戦に40ミリと20ミリの機銃を発砲した。零戦はマストの100フィート上空を通過していったため難を逃れた。5ノットでのろのろと航行する「ハルゼー・パウエル」に付き添いながら、「ザ・サリヴァンズ」はウルシーへ後退した。
ところが問題は続き、3月21日10時46分に「ザ・サリヴァンズ」は15マイル先から接近する敵機を捉えた。それは1機の銀河であり、「ザ・サリヴァンズ」と「ハルゼー・パウエル」の5インチ主砲によって撃墜された。12時50分には、「ザ・サリヴァンズ」からの管制の下で「ヨークタウン」から発進した戦闘空中哨戒（CAP）任務のF6F戦闘機が二式複座戦闘機もしくは一〇〇式司令部偵察機と思われる敵機を撃墜している。
3月25日に「ザ・サリヴァンズ」と「ハルゼー・パウエル」はウルシーへ到着した。「ハルゼー・パウエル」は修理を受け、「ザ・サリヴァンズ」は整備と訓練を実施した。

### 沖縄の戦い

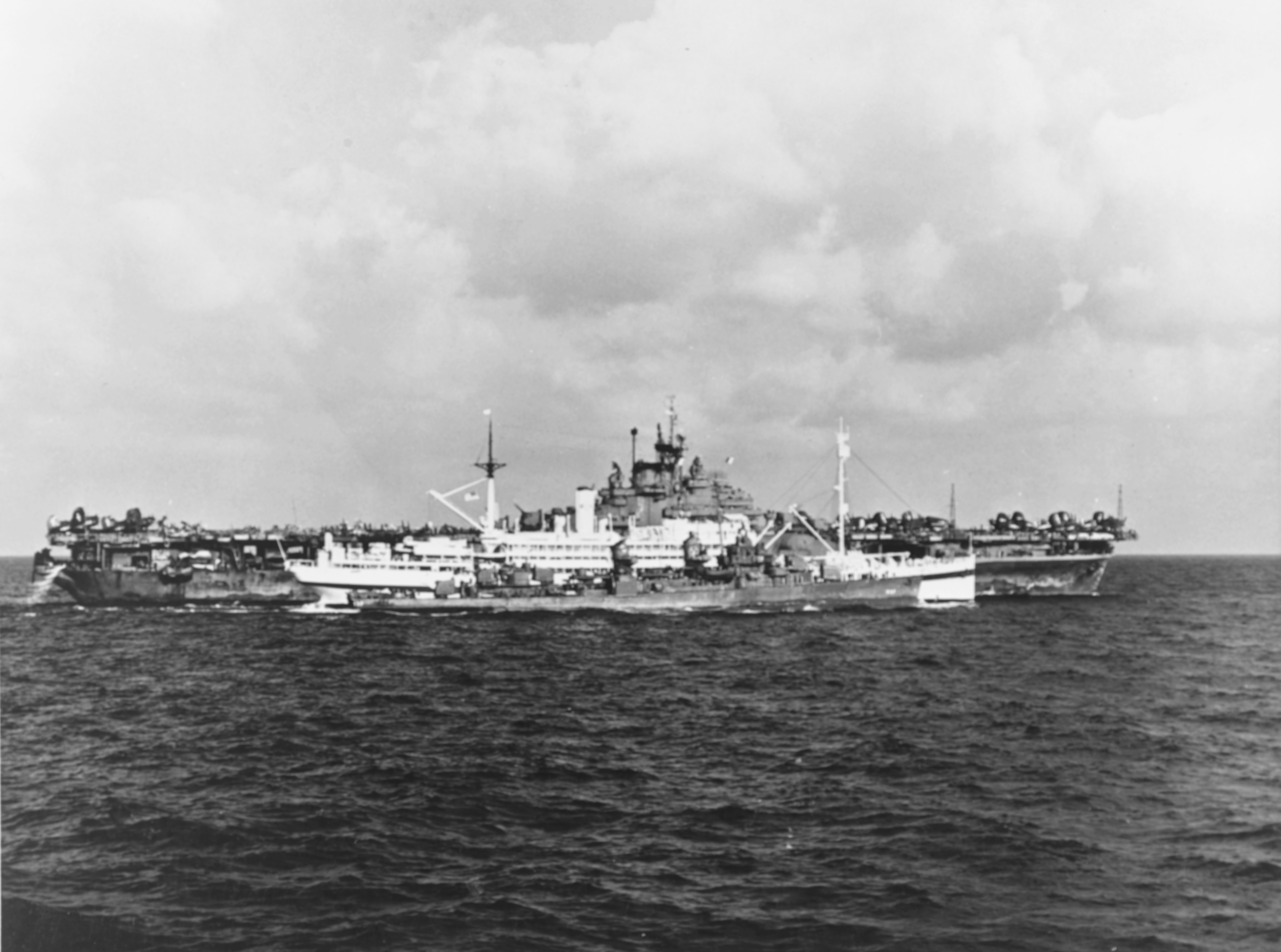
損傷したバンカー・ヒルから負傷者を移す病院船「バウンティフル(USS Bountiful, AH-9)」と航行する「ザ・サリヴァンズ」。1945年5月12日撮影。

沖縄沖で第58任務部隊（Task Force 58, TF 58）と合流した「ザ・サリヴァンズ」は、沖縄の戦いの上陸援護を行う空母の護衛に就いた。レーダーピケット任務中の3月15日に空襲を受けたが、1機を撃墜し被害はなかった。以降も本隊から12から15マイルの距離を保ちながらレーダーピケット任務を続けた。4月29日の午後、空母「バンカー・ヒル (USS Bunker Hill, CV-17)」から給油を受けようとしていたところに空襲警報が鳴り、やむなく「バンカー・ヒル」から離れざるを得なかった。この空襲では駆逐艦「ヘイゼルウッド (USS Hazelwood, DD-531)」と「ハガード(USS Haggard, DD-555)」に特攻機が突っ込んだが生き残ることができた。
沖縄近海で活動するアメリカ艦隊や揚陸艦艇への攻撃は続き、5月11日には「バンカー・ヒル」に特攻機が突入する。「ザ・サリヴァンズ」は炎上する「バンカー・ヒル」へ救援のために接近し、破壊の酷い区画から炎に追い立てられた166名の乗員を移乗させた。艦艇は第50.8任務集団（Task Group 50.8, TG 50.8）へ移され給油を受けた後、「ザ・サリヴァンズ」は第58.3任務集団（Task Group 58.3, TG 58.3）を護衛して九州への空襲を行った。3日後の朝に行われた空襲のさなか、空母「エンタープライズ」が特攻機に突入された。混戦の中で艦隊は4機の特攻機を撃墜し、そのうち1機を「ザ・サリヴァンズ」が撃墜した。これは「ザ・サリヴァンズ」にとって第二次世界大戦で最後の戦闘と戦果になった。
6月1日、「ザ・サリヴァンズ」は休養と整備のためにレイテ島サンペドロ湾に停泊した。6月20日にレイテ島を出発し、エニウェトク環礁と真珠湾を経由しながら西海岸へ向かう。7月9日にカリフォルニア州メア・アイランド海軍造船所へ到着してオーバーホールに入り、そのまま終戦を迎えた。オーバーホール完了直後の1946年1月10日にサンディエゴで退役し、太平洋予備役艦隊（Pacific Reserve Fleet）で保管された。

### 朝鮮戦争

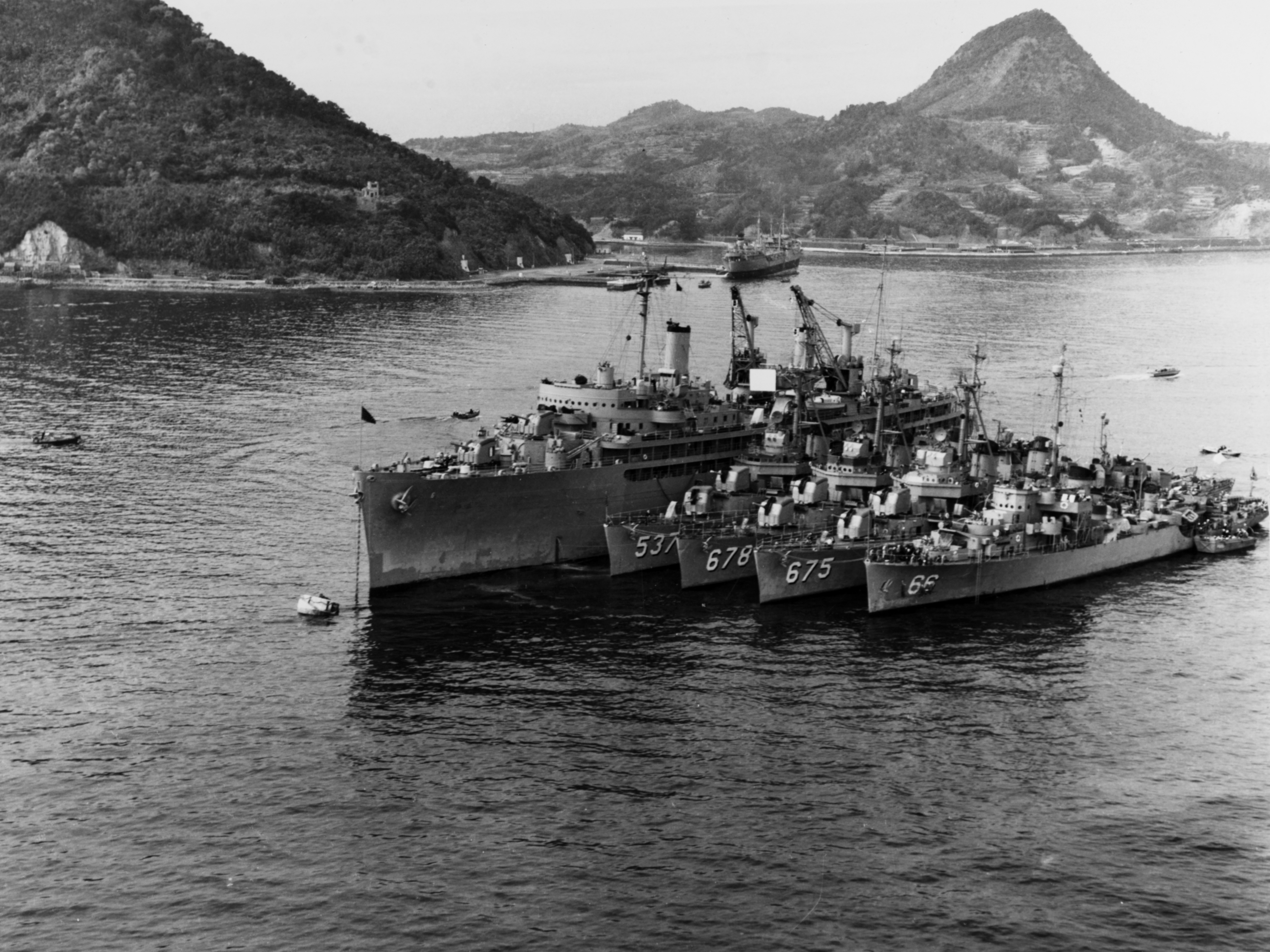
佐世保港で工作艦「エイジャックス(USS Ajax, AR-6)」の隣に並ぶ「ザ・サリヴァンズ」。1952年12月14日。

朝鮮戦争の勃発に伴い、「ザ・サリヴァンズ」は1951年7月6日にアイラ・M・キング中佐の指揮の下で再就役した。すぐにパナマ運河経由で母港に指定されたロードアイランド州ニューポートへ向かい、1951年の冬から翌1952年にかけて東海岸とカリブ海で訓練を行った。
1952年9月6日、「ザ・サリヴァンズ」はニューポートを発ち日本へ向かった。パナマ運河、サンディエゴ、真珠湾、ミッドウェー島を経由しながらザ・サリヴァンズは10月10日に佐世保に到着した。だが、翌日には朝鮮半島東岸沖合で第77任務部隊（Task Force 77, TF 77）に合流すべく出港し、北朝鮮軍の補給路遮断や国連軍地上部隊の支援を行う空母の護衛を行った。10月20日まで任務を行った後に海域を離れ、短期間の整備のために横須賀へ向かった。
沖縄の中城湾を経由し、「ザ・サリヴァンズ」は1952年11月16日に空母の護衛とプレーンガード任務のため第77任務部隊に復帰し、ウラジオストクから75マイル以内の距離にある北朝鮮の補給線最北部を攻撃する空母を護衛した。MiG-15戦闘機が任務部隊に接近してきたが、空中戦闘哨戒のF9Fによって2機が撃墜され、1機が撃破された。これは海上における史上初のジェット機同士の空中戦であった。
「ザ・サリヴァンズ」は12月5日に佐世保に戻り、12月4日からは朝鮮半島沿岸で国連軍による海上封鎖に参加した。これは北朝鮮の海上交通阻止と、沿岸部での北朝鮮の補給路遮断や国連軍地上部隊支援を目的とした砲撃任務であった。「G」エリアに到着後、16日に城津の重要な鉄道ターミナルや補給廠を確認する。続く数日間、鉄道やトンネル、補給施設を砲撃で破壊するとともに修復を妨害し続けた。
1952年12月25日、「ザ・サリヴァンズ」は鉄道橋に直撃弾を記録した。返礼に「ザ・サリヴァンズ」の周囲には北朝鮮軍の沿岸砲台から約50発の砲弾が降り注いだ。しかし命中弾はなく、至近弾の水柱と砲弾の破片が甲板に降っただけであった。「ザ・サリヴァンズ」の反撃砲火は少なくとも北朝鮮軍の砲1基を破壊した。
その後「ザ・サリヴァンズ」は本国に帰還することになり、1953年1月26日に横須賀を出港した。中城湾、香港、スービック湾、シンガポール、コロンボ、ボンベイ、バーレーン、アデンを経由して紅海に入りスエズ運河を通過、さらにナポリ、カンヌ、ジブラルタルに寄港した後に4月11日ニューポートに到着した。

### 第6艦隊
「ザ・サリヴァンズ」は1953年の夏を母港周辺で活動した後、年内の残りの期間を第6艦隊で地中海に展開して過ごした。1954年2月3日にニューポートへ帰還した後、1955年5月まで東海岸やカリブ海で、さらに同年5月から8月までヨーロッパと地中海で活動する。
以降数年間、「ザ・サリヴァンズ」は東海岸と地中海で活動を続けた。1958年夏にはレバノン紛争発生に伴いレバノンへ派遣され、介入のためにベイルートへ上陸するアメリカ海兵隊を支援した。内乱が鎮圧された後、ザ・サリヴァンズは本国に帰還して3ヶ月間の入渠を実施してからキューバのグアンタナモ湾で訓練を行った。
1959年3月、「ザ・サリヴァンズ」は対潜空母「レイク・シャンプレイン (USS Lake Champlain, CVS-39)」らとハンターキラーグループを構成し、対潜戦訓練を通じた海軍兵学校生徒の訓練航海を行う。その後は地中海へ展開して秋に母港へ帰還するまで活動した。
1960年には母港周辺でしばらく活動した後、フロリダ州キーウェスト沖でアスロック対潜ミサイルの評価試験に参加。この期間中に「ザ・サリヴァンズ」はケープ・カナベラル沖合で墜落したKC-97空中給油機の生存者5名の救助活動に参加している。
9月に北大西洋条約機構の演習に参加した後、「ザ・サリヴァンズ」はポルトガルのリスボンを訪問し、速やかに地中海、スエズ運河、紅海を抜けて東パキスタンのカラチに到着した。パキスタン海軍、イラン海軍、イギリス海軍の艦艇とともに10月後半から11月初めにかけて中央条約機構合同演習「ミッドリンクIII」に参加した。地中海に戻った後、第6艦隊及びフランス海軍と演習を実施し、クリスマスに母港へ帰還した。
1961年1月、「ザ・サリヴァンズ」はニューハンプシャー州ポーツマス沖で原子力潜水艦「エイブラハム・リンカーン (USS Abraham Lincoln, SSBN-602)」の洋上公試を支援し、その後は南へ向かい「スプリングボード作戦」に参加した。カリブ海ではマルティニークを訪問、3月初めに短期間ニューポートへ戻るが、「ザ・サリヴァンズ」はすぐに西インド諸島へ取って返しプエルトリコのビエケス島で海兵隊の上陸演習に参加した。

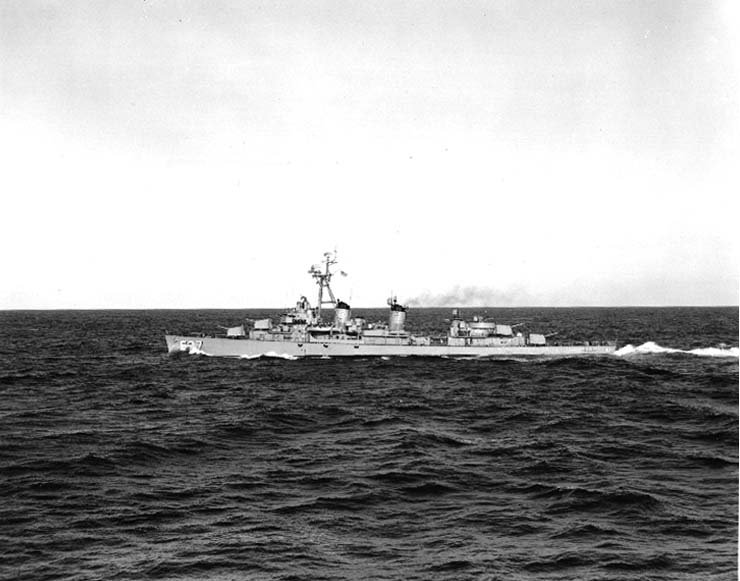
ニューポート沖を航行する「ザ・サリヴァンズ」。1962年10月29日。

1961年4月、「ザ・サリヴァンズ」はフロリダ沖でマーキュリー計画に備えた激しい訓練を行う。フロリダ州メイポート海軍補給基地で「レイク・シャンプレイン」と合流し、所定の海域へ向かった。5月5日、アメリカ人初の宇宙飛行を行ったアラン・シェパード中佐が乗るマーキュリー3号（フリーダム7）が頭上を飛び越えて「レイク・シャンプレイン」の近くに着水し、速やかにヘリコプターで空母の艦上に回収された。任務を終えた「ザ・サリヴァンズ」は6月に海軍兵学校生徒の訓練航海を行い、ニューヨークとカナダのノバスコシア州ハリファックスを訪問した。
1961年9月から1962年2月にかけて「ザ・サリヴァンズ」はボストン海軍工廠で本格的な整備を実施し、それからすぐに練習艦任務に就くためにグアンタナモ湾へ向かった。そこで士官の卵たちに駆逐艦での任務の基礎を学ぶ教材としての役割を果たした。5月と8月にはカリブ海で駆逐艦学校の訓練航海を行った。
1962年10月、キューバ危機の発生に伴い、「ザ・サリヴァンズ」はアメリカ海軍によるキューバの海上封鎖に参加する。最終的にソ連との外交交渉によって緊張状態は緩和されたため、ニューポートへ帰還した。
1963年1月7日、「ザ・サリヴァンズ」はニューポートからカリブ海への訓練航海の途上にあった。ニューポートへ帰港後は、駆逐艦学校の近海での任務に従事した。4月10日にボストン沖で原子力潜水艦「スレッシャー (USS Thresher, SSN-593)」の沈没事故が発生したため、「ザ・サリヴァンズ」は緊急の事故調査活動に加わることになった。
以降は1964年の最初の数か月まで、「ザ・サリヴァンズ」は海軍兵学校生徒の訓練を続けた。4月1日、アメリカ海軍予備員の訓練部隊に移され、母港もニューヨークに変更された。4月13日にニューポートを出港しニューヨークで予備役兵を乗せた「ザ・サリヴァンズ」は、主に対潜訓練を行いながら北はハリファックス、セントジョン、シャーロットタウンといったカナダの街から南はフロリダ州パームビーチに至るまで各地を巡航した。
1964年2月10日、オーストラリア海軍の空母「メルボルン (HMAS Melbourne, R21)」が訓練中に駆逐艦「ヴォイジャー(HMAS Voyager, D04)」と衝突し「ヴォイジャー」が沈没する事故（メルボルン・ヴォイジャー衝突事故）が発生したため、アメリカ政府により「ヴォイジャー」の当面の代替として「ザ・サリヴァンズ」と「トワイニング(USS Twining, DD-540)」を提供する提案がなされた。結局、オーストラリア海軍はイギリス海軍からヴォイジャーの同型艦「ダッチェス(HMS Duchess, D154)」を譲渡されたため実現することはなかった。

### 博物館船として

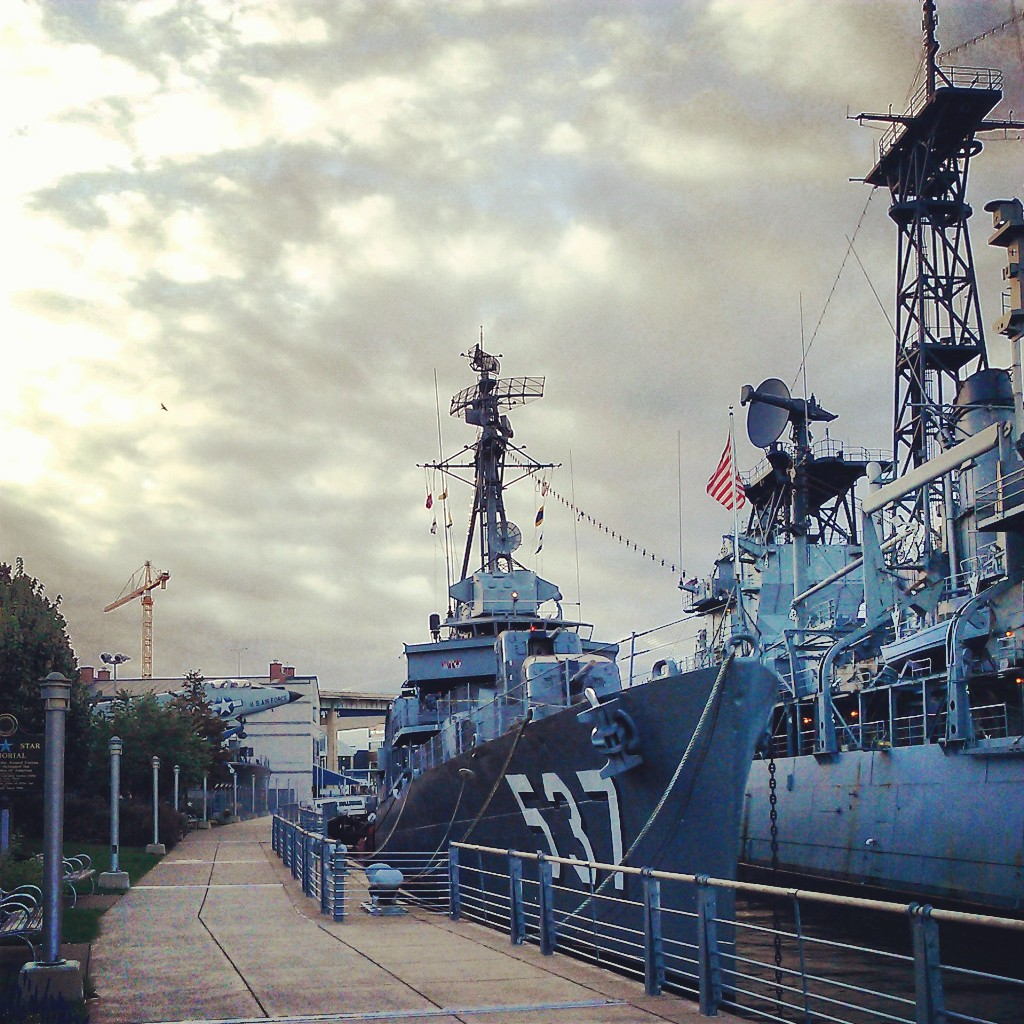
博物館船として展示されている「ザ・サリヴァンズ」。2013年9月22日。

1965年1月7日に「ザ・サリヴァンズ」はフィラデルフィア海軍造船所で退役し、1970年代まで予備役に置かれた。1974年12月1日に除籍され、1977年以降ニューヨーク州バッファローのバッファロー・エリー郡海事軍事公園で博物館船として保存されており、傍らにはミサイル巡洋艦「リトルロック (USS Little Rock, CG-4)」と潜水艦「クローカー (USS Croaker, SS-246)」も保存されている。「ザ・サリヴァンズ」は世界に現存する4隻のフレッチャー級駆逐艦の1隻であり、1986年1月14日にアメリカ合衆国国定歴史建造物とアメリカ合衆国国家歴史登録財に指定された。
2022年4月13日の夜、「ザ・サリヴァンズ」の船体が浸水。大きく右舷側に傾いたものの着底したために完全な沈没には至らずに済んだ。
1995年8月12日には「ザ・サリヴァンズ」の艦名を受け継いだアーレイ・バーク級ミサイル駆逐艦「ザ・サリヴァンズ (USS The Sullivans, DDG-68)」が進水し、2020年現在も就役中である。

## 栄典
「ザ・サリヴァンズ」は第二次世界大戦で9個、朝鮮戦争で2個の従軍星章を受章した。